# وي (قبيلة)

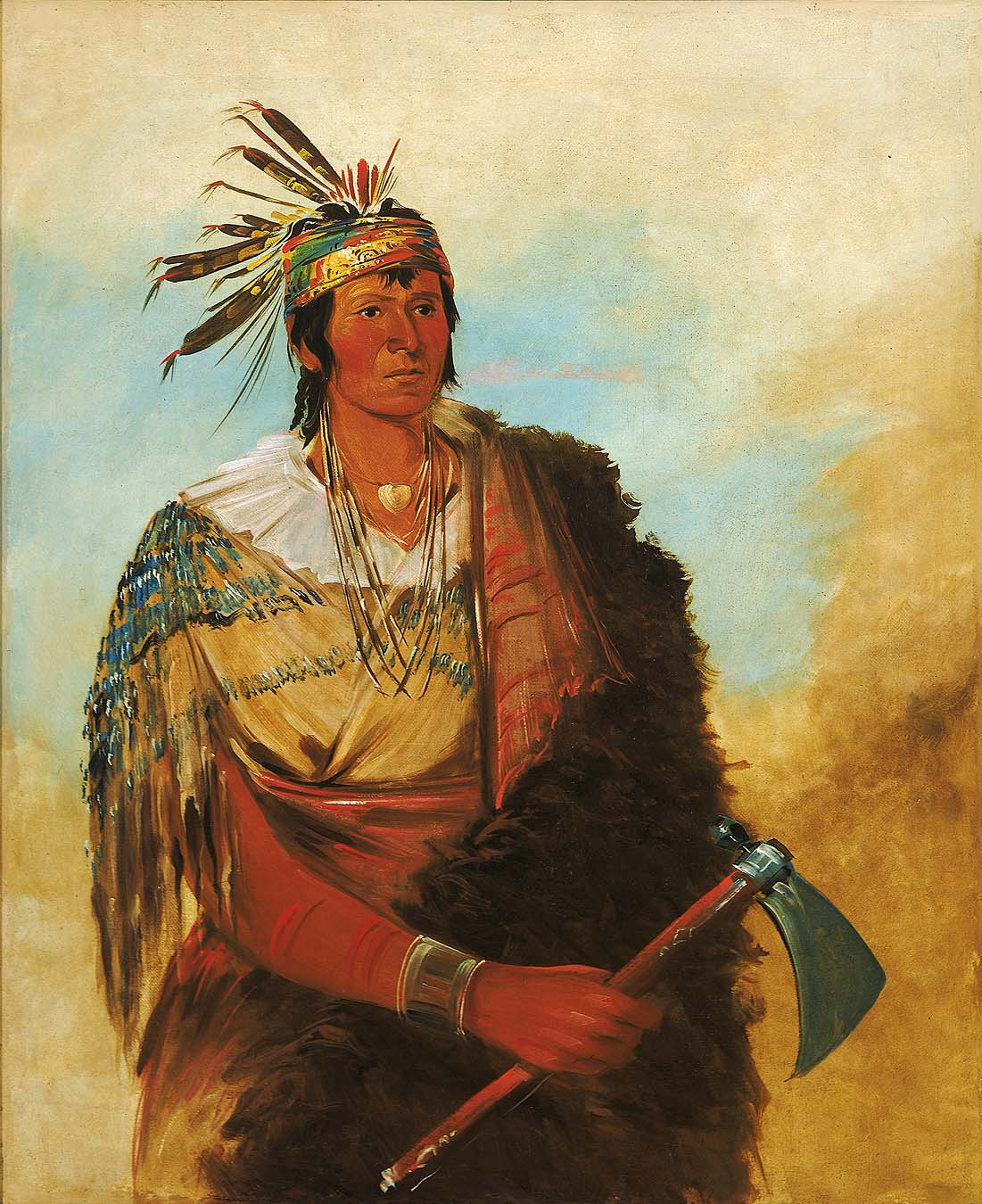
رجل من الوي رسمها جورج كاتلين.

الوي، أو Outias أوتيا بالفرنسية، هم شعب أمريكي أصلي عاش لفترة طويلة بين أعالي وادي أوهايو وجنوب البحيرات العظمى. وهم مرتبطون بالميامين الذين كان لديهم اثنين من تجمعاتهم المهمة على مسافة ليست بعيدة عن الحصن في لافاييت وتير هوت.

## لغة
ترتبط لغة الويس باللغات اللغات الألغونكوية.

## تاريخ
في القرن الثامن عشر، دخل الفرنسيون في اتحاد مع قبيلة الوي. و قاموا ببناء حصن أطلقوا عليه اسم حصن أوياتينون، والاسم وياتينون، يعيني في لغة اللغات الألغونكوية أراضي قبيلة الوي.